# St. Franziskus (Koblenz)

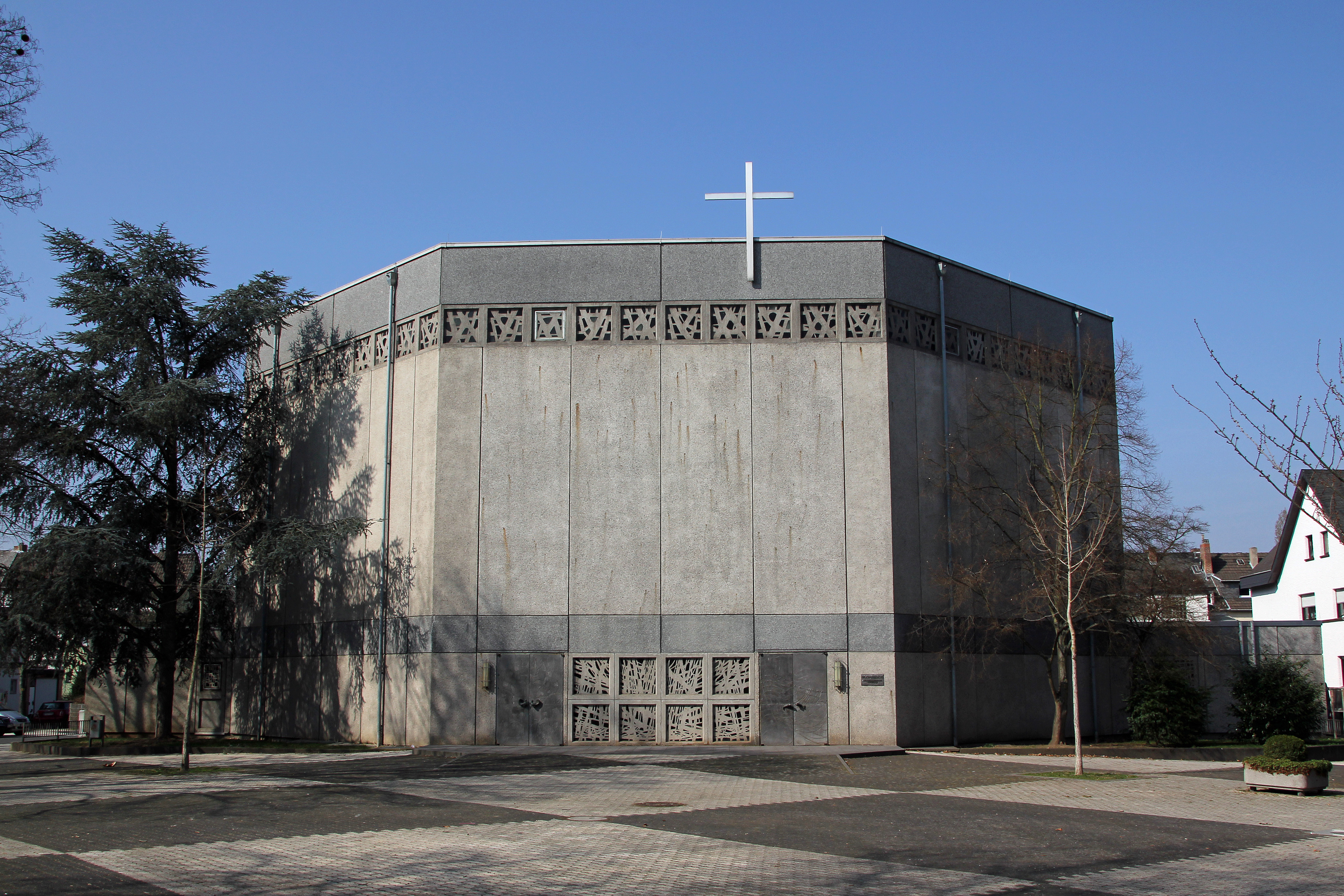
Die Pfarrkirche St. Franziskus in Goldgrube (Koblenz)

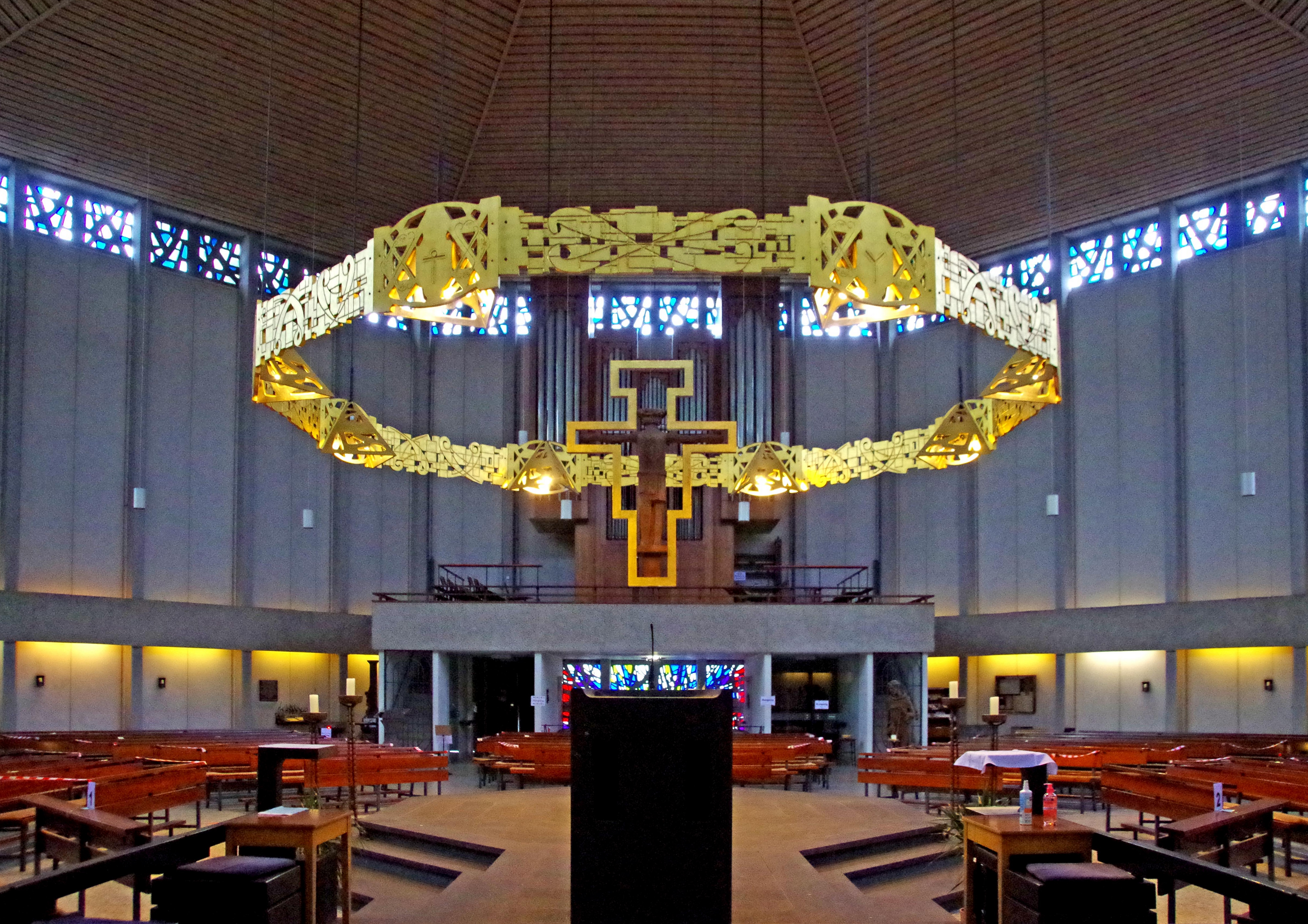
St. Franziskus, Innenraum

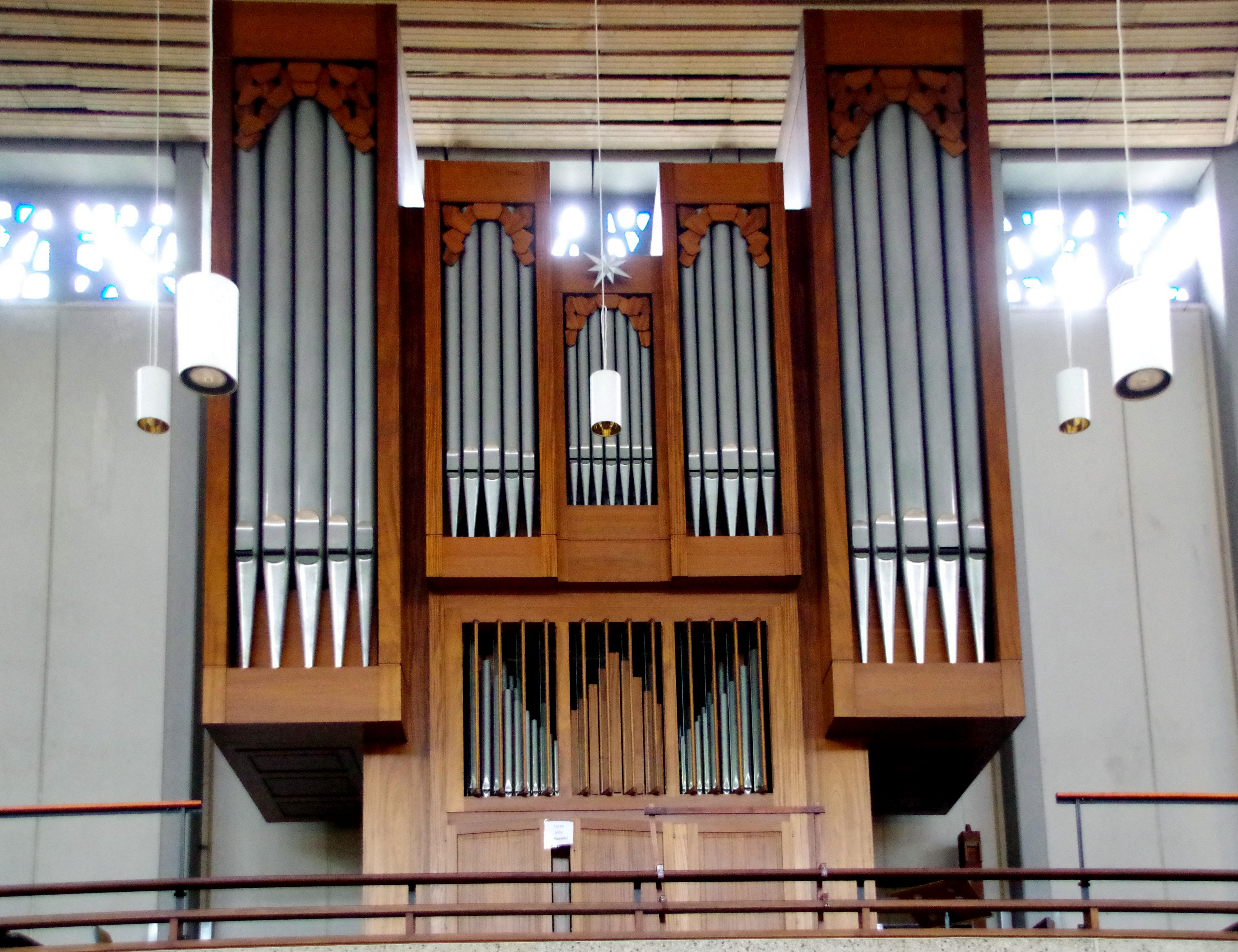
Orgel von Romanus Seifert & Sohn (1985)

Die Pfarrkirche St. Franziskus ist eine katholische Kirche in Koblenz. Die im Stadtteil Goldgrube erbaute Pfarrkirche wurde 1969 eingeweiht. Sie trägt das Patrozinium des heiligen Franz von Assisi.

## Geschichte
Ursprünglich gehörte die Goldgrube zur Pfarrei Herz-Jesu. Mit zunehmendem Bevölkerungswachstum wurde die Pfarrei geteilt. Am 1. Oktober 1963 wurde in der Goldgrube die Kirchengemeinde St. Franziskus eingerichtet. Diese stieg am 1. Juni 1964 zur Pfarrvikarie und am 14. Juni 1968 zur Pfarrei auf. Der Trierer Bischof Bernhard Stein ernannte am 2. Februar 1964 Heribert Kraus (1933–2002), vormals Kaplan in Herz-Jesu, zum ersten Pfarrer der neuen Gemeinde.
Zunächst erfolgte der Gottesdienst ab 4. Oktober 1964 in einer Notkirche am Overbergplatz in der Goldgrube. Daneben wurde mit dem Bau der Pfarrkirche St. Franziskus begonnen. Die Grundsteinlegung war am 3. Juni 1968, die feierliche Einweihung wurde am 4. Oktober 1969 vom Trierer Weihbischof Karl Heinz Jacoby durchgeführt. Neben der Kirche wurde zuvor ein Einfamilienhaus zum Pfarrhaus umfunktioniert. Das Gemeindezentrum wird auch von der evangelischen Gemeinde in der Goldgrube, der kroatischen Mission sowie der syrisch-aramäischen Gemeinde für den Raum Koblenz genutzt.

## Bau und Ausstattung
Die Pfarrkirche St. Franziskus ist ein achteckiger Bau mit Sakramentskapelle, Taufkapelle und einer Sakristei. Die Kirche ist mit einer Orgelempore und einer Krypta ausgestattet. Daneben besitzt die Pfarrei einen Gemeindesaal, eine Begegnungsstätte und einen Kindergarten. Die künstlerische Ausstattung stammt größtenteils von dem Linzer Bildhauer Günther Oellers.

## Pfarreiengemeinschaft
St. Franziskus ist Teil der „Pfarreiengemeinschaft Koblenz (Moselweiß)“, zu der auch St. Beatus und St. Hedwig auf der Karthause, St. Laurentius in Moselweiß, St. Elisabeth im Rauental sowie St. Martinus in Lay gehören.